# Chlorophorus kobayashii
Chlorophorus kobayashii là một loài bọ cánh cứng trong họ Cerambycidae.